# Węgorza
Węgorza [vɛnˈɡɔʐa] (tiếng Đức: Alt Fanger) là một ngôi làng thuộc khu hành chính của Gmina Osina, thuộc hạt Goleniów, West Pomeranian Voivodeship, ở phía tây bắc Ba Lan.
Nó nằm khoảng 7 kilômét (4 mi) phía bắc Osina, 17 km (11 mi) về phía đông bắc của Goleniów và 38 km (24 mi) về phía đông bắc của thủ đô khu vực Szczecin.
Làng có dân số 420 người.